# Jason Roberts
Jason Roberts es un escritor norteamericano de ficción y no-ficción. Autor de la biografía A Sense of the World, libro finalista del National Book Critics Circle Award, opcionado para el Guardian First Book Award, y nombrado Mejor Libro del Año por The Washington Post, The San Francisco Chronicle, Kirkus Reviews y otras publicaciones. 
Su cuento 7C fue ganador en 2005 del Van Zorn Prize "en la tradición de Edgar Allan Poe" para un escritor emergente, cuyo jurado fue el escritor Michael Chabon. El cuento fue publicado en la antología McSweeney's Enchanted Chamber Of Astonishing Stories, y fue traducido y publicado en español en Agua/Cero: una antología de Proyecto Líquido.

## Historia
Jason Roberts era periodista y redactor de libros técnicos. En 1994, después de fundar Learn2.com, una de las primeras empresas especializadas en Internet como un medio educativo, y de participar en el ascenso de la compañía (que logró figurar en la lista NASDAQ, y fue nombrada "uno de los doce sitios web más importantes del siglo XX") renunció al puesto de CEO, se salió de la empresa y se dedicó a escribir como profesión de tiempo completo.

Jason Roberts vive en Marin County, California, con su esposa y sus dos hijos pequeños. Actualmente escribe su primera novela y otro libro de no-ficción.